# ۱۹۴ (میلادی)
۱۹۴ (میلادی) صد و نود و چهارمین سال تقویم میلادی است.

## درگذشتگان
- پسنیوس نیگر، غاصب امپراتوری روم (ت. ۱۴۰)

‎